# El Hassi (Relizane)
El Hassi (em árabe: الحاسى) é uma comuna localizada na província de Relizane, Argélia. De acordo com o censo de 2008, a população total da cidade era de 2 912 habitantes.